# 男の世界 (1934年の映画)
『男の世界』（Manhattan Melodrama）は、W・S・ヴァン・ダイク監督による1934年のアメリカ映画である。

## あらすじ
1904年に起きたジェネラル・スローカムの沈没事故で孤児となった少年ブラッキー・ギャラガーとジム・ウェイドは、同じ事故で家族を失った老人ローゼンに引き取られる。しかし、そのローゼンも殺されてしまう。
それから30年後、ブラッキーは暗黒街の顔役に、ジムは法曹会の若き重鎮という対照的な立場におり、会う機会もほとんどなかったが、友情は変わらぬままだった。
一方ブラッキーの愛人であるエリーナは闇社会での生活に嫌気がさし、堅気になってほしいという思いが届かず、彼のもとを去り、ジムと結婚する。ある日、ブラッキーが殺人の罪で検挙され、ジムが取り調べに当たるが、証拠不十分ということで保釈された。
その後、ジムの人気はあがり、州知事候補になった。助手のスノウは選挙妨害のため、ジムがわざとブラッキーの罪を許したというデマを流す。ジム自身は気にしていなかったものの、エリーナからそのことを知らされたブラッキーはスノウを殺害する。
ブラッキーはジムのためのことを思って殺害したことは明かさず、エリーナにも口止めしていたため、ジムは地方検事として死刑を求刑し、裁判で確定した。
そして、ジムは州知事に当選し、減刑を命じることもできたが、それを辞退した。ここでエリーナは初めて動機を明かす。ジムはブラッキーの死刑に立ち会う際、本人に減刑できることも告げるが本人に辞退され、死刑は執行される。その後、ジムは州会を開き、自分の当選がブラッキーの殺人によって勝ち得たことや、私情からブラッキーに減刑を申し出たことを明らかにし、辞職を宣言する。

## 出演
- エドワード・J・ギャラガー（ブラッキー）：クラーク・ゲーブル
- ジム・ウェイド：ウィリアム・パウエル
- エレノア・パッカー：マーナ・ロイ
- ジョー：レオ・キャリロ
- アナベル：イザベル・ジュウェル
- 少年時代のブラッキー：ミッキー・ルーニー
- スパッド：ナット・ペンドルトン

## 評価
アーサー・シーザーは第7回アカデミー賞で原案賞を受賞した。

## 影響

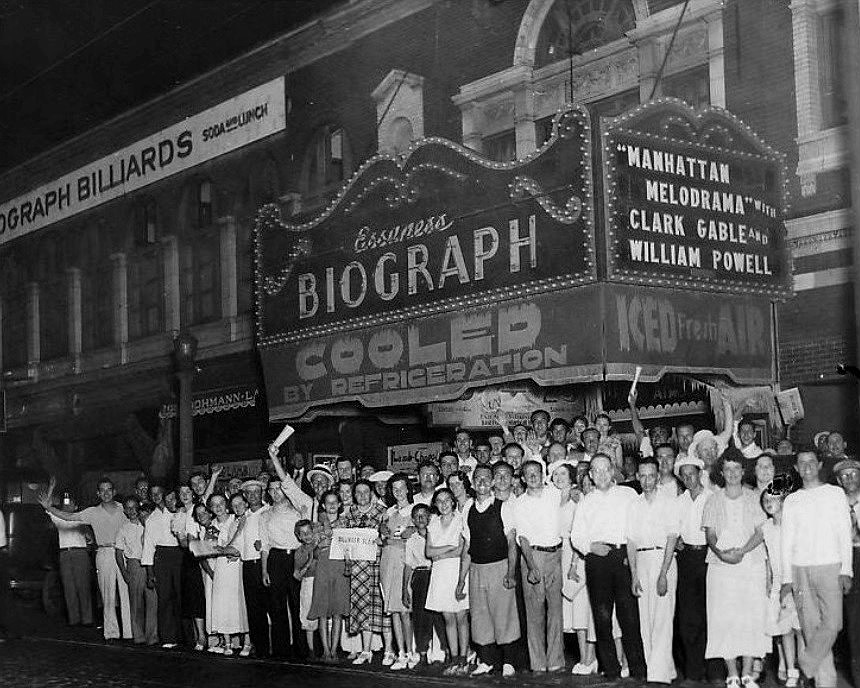
デリンジャーの死後、映画館に詰めかける人々

この映画は1934年7月22日に射殺されたジョン・デリンジャーが死の直前にシカゴのバイオグラフシアターで観賞した映画である。このエピソードはデリンジャーを描いた伝記映画『パブリック・エネミーズ』（2009年）でも使われ、本作も劇中で引用される。